# ランガスワーミ・ナタラージャ・ムダリアール
ランガスワーミ・ナタラージャ・ムダリアール（Rangaswamy Nataraja Mudaliar、1885年1月26日 - 1971年5月3日）は、インドの映画プロデューサーで、「タミル語映画の父」と呼ばれている。サイレント映画製作のパイオニアであり、自動車のスペアパーツ販売業から映画製作者へと転身してマドラスに「インド映画会社」を設立した。彼は1917年に南インドで最初のサイレント映画となる『Keechaka Vadham』を製作して成功を収めたが、1923年に息子を火災事故で喪った後に引退した。

## 生い立ち
マドラス管区ヴェールールの裕福な家庭に生まれる。父は経済的に成功した商人であり、ムダリアールは学校を卒業後事業を立ち上げるためマドラスに移住した。その後、従兄弟のS・M・ダルマリンガム・ムダリアールと共同で自動車販売会社ワストン&カンパニーを始め、会社は1911年にアメリカ産自動車のスペアパーツ輸入会社ロマール・ダン&カンパニーを買収して事業を拡大した。それ以前はアメリカ産自動車を販売する会社は1社しか存在していなかったため事業は成功を収めた。彼は1000ルピーで自動車を販売し、アメリカ産自動車を販売する最初のインド人となった。彼は写真に興味を抱いており、その興味は次第に動画へと変化していった。

## キャリア
ムダリアールはダーダーサーヘブ・パールケーが製作した作品を鑑賞して映画に興味を抱くようになった。当時、イギリス人監督がインド総督兼副王を務めたジョージ・カーゾンのドキュメンタリー映画を製作しており、ムダリアールは撮影監督の一人であるスチュアート・スミスの下で撮影技術を学んだ。彼は撮影技術を学んだ後、1917年に映画製作会社インド映画会社を設立した。彼はビジネス上の友人たちから出資を募り、マドラス・プラサワルカムのミラーズ・ロードに映画スタジオを設立した。
1917年に『Keechaka Vadham』の製作を始め、ムダリアールは監督・プロデューサー・脚本・撮影監督・編集を手掛けた。映画は6000フィートを超えるフィルムの長さとなり、南インドで製作された最初のサイレント映画となった。同作は興行的に大きな成功を収め、映画のタイトルカードはマドラスの著名な医師グルスワーミ・ムダリアールと大学教授ティルヴェンガダ・ムダリアールが英語とタミル語で書いている。ヒンディー語のタイトルは、マハトマ・ガンディーの息子デーヴダース・ガンディーが書いている。同作の成功によりムダリアールは歴史映画の製作を企画するが、投資家との間に意見の相違が生まれた。さらに映画スタジオで起きた火災事故で息子を喪ったことで引退を決意し、映画スタジオを閉鎖した。ムダリアールの製作手法は、「テルグ語映画の父」ラグパティ・ヴェンカイアー・ナイドゥの息子スーリヤ・プラカーシュ、「マラヤーラム語映画の父」J・C・ダニエルに影響を与えている。

## フィルモグラフィ
- Keechaka Vadham
- Draupadi Vastrapaharanam
- Mahi Ravana
- Lava Kusa
- Kalinga Mardanam
- Rukmini Satyabhama
- Markandeya